# VA液晶
VA液晶（Vertical Alignment liquid crystal）是垂直排列液晶的简称。跟TN液晶相比VA液晶有更高的对比度和更宽广的可視角度，是大部份LCD電視及曲面顯示器采用的技术。
目前夏普、东芝、三星、索尼以及台湾的群創、友達等都使用VA液晶技术制造大屏幕液晶电视。SONY的手掌式游戏机PSP和夏普的智能手机AQUOS PHONE使用了夏普生产的增强型VA液晶（ASV液晶）。
VA液晶的开发要追溯到20世纪70年代。那时候被称为DAP方式（Deformation of vertical Aligned Phase）或VAN（Vertical Aligned Nematic），由于没有发明多域（Multi-Domain）技术，视野狭窄实用性不高，90年代研究被中止。富士通解决了这个问题之后，VA液晶重新得到业界的瞩目。

## 原理
初期状态的VA液晶中液晶分子垂直于偏光镜平面排列，这时候光线无法透过，屏幕为黑色。对导电板施加电压后，液晶呈倒伏状排列，导致光线双折射透过液晶。初期状态液晶分子垂直排列，背光几乎无法透过，因此能实现大对比度。电压大小能控制液晶分子倒伏程度，实现颜色和亮度的调节。
最初液晶分子只能向一个方向倒伏，所以视角有方向性。随着多域（Multi-Domain）技术出现，将液晶分子分为上下左右前后6个域倒伏彻底解决了方向性问题。

### 優點
- 對比度高。
- 漏光程度較IPS低。
- 色溫較溫和，色彩表現較為豔麗。
- 可視角可達178度，有改善TN版面失色的問題。

### 缺點
- 雖然有廣視角的優點，但側看螢幕會有偏白的情況，較IPS稍差。
- 色彩還原真實度亦稍遜於IPS。
- 不如新一代IPS螢幕省電。